# Teplen
Teplen (bulgariska: Теплен) är ett distrikt i Bulgarien.   Det ligger i kommunen Obsjtina Chadzjidimovo och regionen Blagoevgrad, i den sydvästra delen av landet, 150 km söder om huvudstaden Sofia.
Trakten runt Teplen består i huvudsak av gräsmarker. Runt Teplen är det glesbefolkat, med 9 invånare per kvadratkilometer.